# Raymond Diocrès
Raymond Diocrès (... – Parigi, 1084) è stato un presbitero, docente e predicatore francese.

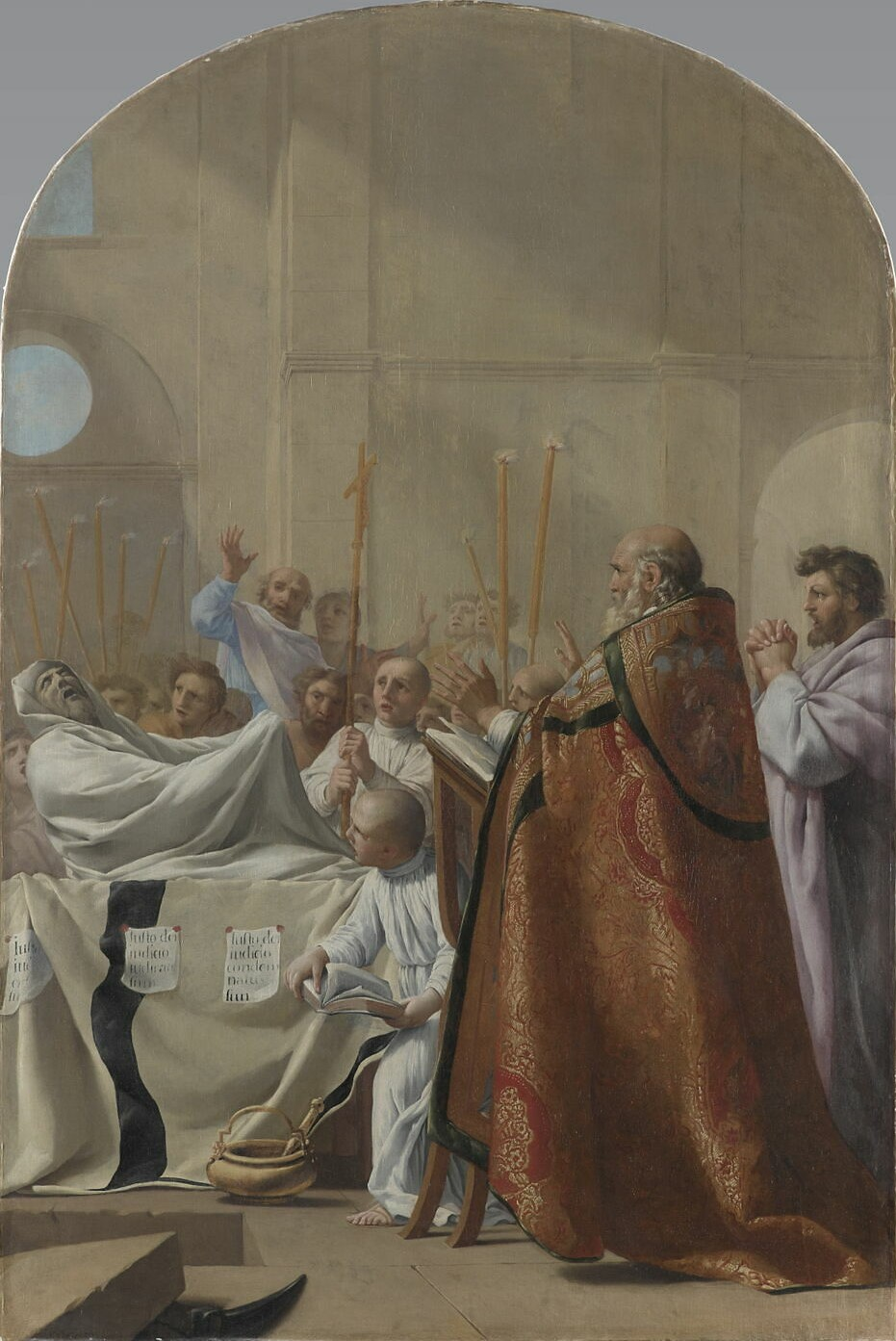
Eustache Le Sueur, Raymond Diocrès risponde dopo la sua morte, Parigi, Museo del Louvre.

Fu noto per un episodio avvenuto al proprio funerale, narrato nella  leggenda agiografica di San Bruno di Colonia, riguardante la conversione del fondatore dell'Ordine certosino.

## Biografia
Raymond Diocrès era un canonico e professore alla Sorbona di Parigi e tra i suoi studenti figurava Bruno di Colonia.

### La leggenda
Si narra che Diocrès, celebre predicatore, sia stato sepolto alla cattedrale di Notre-Dame davanti a una grande folla. Durante la cerimonia, nel momento in cui vennero pronunciate, in latino, le parole Responde mihi ("Rispondimi"), il suo cadavere si raddrizzò e rispondendo con le parole: Justo Deo judicio accusatus sum ("Sono accusato per il giusto giudizio di Dio"). Questo evento indusse il clero a sospendere il servizio funebre, che fu ripreso il giorno dopo e, per la seconda volta, la salma si rialzò dicendo: Justo Deo judicatus sum ("Sono giudicato dal giusto giudizio di Dio"). Al terzo tentativo, si raddrizza di nuovo, dicendo: Jam damnatus sum ("Sono dannato") o, secondo altre versioni, Justo Deo condemnatus sum ("Sono condannato dal giusto giudizio di Dio").
La cappella in cui avvenne il fatto, fu allora chiamata cappella nera o la cappella dei dannati. L'episodio viene narrato anche da Jacques Collin de Plancy nel suo Dizionario infernale.
Secondo la leggenda, Bruno, che seguiva i sermoni di Diocrès, rimase così colpito dal miracolo che decise di ritirarsi in meditazione, evento che lo avrebbe condotto a fondare l'Ordine dei certosini.

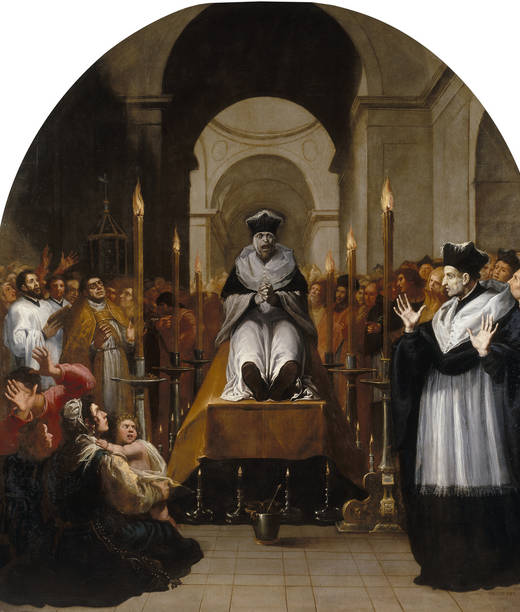
Vincenzo Carducci, La conversione di San Bruno davanti al cadavere di Diocrés, dalla serie di San Bruno, nel monastero reale di Santa María de El Paular, Collezione Museo del Prado.

Questa storia non fu raccontata dai contemporanei, né da Bruno stesso. La prima menzione risale alla Cronaca di San Bertino (chronicon S. Bertini), verso la fine del XIII secolo, ma anche ad altri autori del XIV secolo. Fu raccontato dettagliatamente in una Vita di San Bruno pubblicata da Jodocus Badius Ascensius nel 1524, così come da Jacques Corbin nel 1642 all'inizio del suo poema Vita, morte e miracoli dell'illustrissimo san Bruno.
Tuttavia la fondatezza dell'episodio fu messa in notevole dubbio: si tratterebbe infatti di un miscuglio tra la fantasia di alcuni monaci copisti ed una "favola" tramandata e narrata dall'agiografo tedesco Cesario di Heisterbach.

## Nell'arte
I funerali di Raymonde Diocrès sono illustrati nella raccolta di miniature del libro liturgico Les Très Riches Heures du duc de Berry.
Diversi pittori hanno raffigurato scene della vita e soprattutto della morte di Diocrès, soprattutto in relazione alla vita di Bruno: le più celebri sono quelle di Eustache Le Sueur nella serie di dipinti della Vita di San Bruno, commissionate dalla Certosa di Parigi, ubicate al Museo del Louvre.